# То Нехеліі
То Нехеліі (навахо Tó Nehelį́į́h) — переписна місцевість (CDP) в США, в окрузі Коконіно штату Аризона. Населення — 451 особа (2020).

## Географія
То Нехеліі розташована за координатами 36°19′18″ пн. ш. 110°58′0″ зх. д. / 36.32167° пн. ш. 110.96667° зх. д. (36.321734, -110.966665).  За даними Бюро перепису населення США в 2010 році переписна місцевість мала площу 25,72 км², уся площа — суходіл.

## Демографія
Згідно з переписом 2010 року, у переписній місцевості мешкало 549 осіб у 122 домогосподарствах у складі 113 родин. Густота населення становила 21 особа/км².  Було 132 помешкання (5/км²).
Расовий склад населення:
| - 97,6 % — корінних американців - 0,2 % — білих |

До двох чи більше рас належало 2,2 %. Частка іспаномовних становила 1,1 % від усіх жителів.
За віковим діапазоном населення розподілялося таким чином: 37,7 % — особи молодші 18 років, 54,6 % — особи у віці 18—64 років, 7,7 % — особи у віці 65 років та старші. Медіана віку мешканця становила 23,8 року. На 100 осіб жіночої статі у переписній місцевості припадало 101,1 чоловіків;  на 100 жінок у віці від 18 років та старших — 95,4 чоловіків також старших 18 років.
Середній дохід на одне домашнє господарство  становив 30 614 долари США (медіана — 23 750), а середній дохід на одну сім'ю — 41 103 долари (медіана — 40 469). За межею бідності перебувало 18,7 % осіб, у тому числі 8,9 % дітей у віці до 18 років та 44,4 % осіб у віці 65 років та старших.
Цивільне працевлаштоване населення становило 64 особи. Основні галузі зайнятості: освіта, охорона здоров'я та соціальна допомога — 57,8 %, транспорт — 21,9 %, виробництво — 6,3 %, публічна адміністрація — 4,7 %.